# Guillermo Fernández Hierro
Guillermo Fernández Hierro (Bilbao, Biscaia, 23 de maig de 1993) és un futbolista basc que juga en posició de davanter al Burgos CF.

## Carrera de club
Es va criar a Arrigorriaga, prop de Bilbao, i va entrar al planter de l'Athletic Club el 2003. Set anys després fou promocionat a l'Athletic Club B, a Segona Divisió B – sense passar pel CD Basconia, l'equip reserva habitual en la progressió de les promeses del planter, a causa de les habilitats demostrades als equips juvenils.
Després de marcar sis gols en només set partits amb el B a començament de la temporada 2013–14 Guillermo fou convocat amb el primer equip per Ernesto Valverde. El 21 d'octubre de 2013, va ser convocat pel partit que l'Athletic va guanyar per 2–0 a La Liga a casa contra el Vila-real CF, però no va sortit de la banqueta. Finalment va debutar en la competició el 9 de novembre, com a titular i jugant 68 minuts en una victòria per 2–1 contra el Llevant UE també a San Mamés.
Guillermo va marcar el seu primer gol pel primer equip dels lleons el 23 de febrer de 2014, entrant com a suplent d'Iker Muniain en el minut 79 en una victòria per 2–0 contra el Reial Betis i marcant d'un cop de cap als 60 segons. El seu segon gol va arribar el 21 d'octubre a la fase de grups de la Lliga de Campions de la UEFA 2014–15, en una derrota per 1–2 a fora contra el FC Porto. El 13 d'agost de 2015, fou cedit al CD Leganés de la Segona Divisió per un any.
El 17 d'agost de 2016, Guillermo va acabar el seu contracte amb l'Athletic i va signar per dos anys amb l'Elx CF poques hores més tard. El següent 27 de juny, després de baixar de categoria, va signar contracte per tres anys amb el CD Numancia de segona divisió.
El 10 de gener de 2018, Guillermo va marcar un doblet en un empat 2–2 contra el Reial Madrid al Santiago Bernabéu a la Copa del Rei després d'haver entrat com a suplent en la primera part, però els locals havien guanyat 0-3 al partit d'anada, i es van classificar pels quarts de final. El darrer dia de la finestra de mercat de gener de 2020, com a agent lliure, va fitxar pel Racing de Santander fins al 30 de juny de 2022.